# Kanayes, Idlib
Kanayes, Idlib (tiếng Ả Rập: الكنايس) là một ngôi làng Syria nằm ở Maarrat al-Nu'man Nahiyah ở huyện Maarrat al-Nu'man, Idlib. Theo Cục Thống kê Trung ương Syria (CBS), Kanayes, Idlib có dân số 1104 trong cuộc điều tra dân số năm 2004.